# Volkswagen Group D
Volkswagen Group D — серия автомобильных платформ немецкого автоконцерна Volkswagen Group для полноразмерных люксовых автомобилей. Первоначально на платформе D выпускались автомобили Audi, а позже на этой платформе начали выпускаться автомобили Volkswagen и Bentley.

## D1/D11
Платформа D1 (также известная как D11) была основана на платформе Volkswagen Group C3/C4. На платформе выпускались:
- Audi V8 (Typ 44) (1988—1991)
- Audi V8 (Typ 4C) (1991—1994)

## D2
Платформа D2 изготовлена из алюминиевого монокока на принципах пространственной рамы в целях значительного снижения массы. Компания Audi AG называет этот тип конструкции «Audi Space Frame» (ASF). Технически это первая «оригинальная» платформа D. На платформе выпускались:
- Audi A8 (1994—2003)
- Audi S8 (1996—2003)

## D3
На платформе D3, также изготовленной из алюминия, выпускались Audi A8, A8L и S8 второго поколения.
- Audi A8 (2003—2010)
- Audi S8 (2006—2010)

### D1 (VW Phaeton/Bentley)
Автомобили на платформе D1 имеют некоторые общие компоненты с платформой D3, однако конструкция кузова стальная. На платформе выпускались:
- Bentley Continental GT (Typ 3W, 2004—2018)
- Bentley Flying Spur (Typ 3W, 2005—2019)
- Volkswagen Phaeton (Typ 3D, 2003—2016)
- Porsche Panamera (Typ 3D, 2010—2016)

## D4
Третье поколение Audi A8, дебютировавшее в 2009 году, иногда называют поколением «D4» A8. Модель сочетает в себе алюминиевую конструкцию Audi Space Frame (ASF), однако она выпускается на платформе MLB, разработанной компанией Audi.

## D5
Четвёртое поколение Audi A8, дебютировавшее в 2018 году, иногда называют поколением «D5» A8. Модель сочетает в себе алюминиевую конструкцию Audi Space Frame (ASF), однако она выпускается на платформе MLB Evo, разработанной компанией Audi.